# کوسگ‌پاتی
کوسگ‌پاتی (به مجاری:  Kőszegpaty) یک شهرداری در مجارستان است که در ناحیه کوسگ واقع شده‌است. کوسگ‌پاتی ۱۲٫۲۵ کیلومتر مربع مساحت دارد.